# Magda Lokvencová
Magda Lokvencová, provdaná Magda Husáková (13. září 1916 Pacov – 17. ledna 1966 Bratislava), byla česká právnička, herečka a režisérka, první žena Gustáva Husáka.

## Život
Její matka Juliana pocházela z rodu Hradeckých, kteří měli v Pacově hostinec. Jako mladá dívka odešla Magda s otcem Antonínem Lokvencem, zaměstnaným ve službách armády, na Slovensko, které se jí po zbytek života stalo domovem. Záhy přišla o matku, a tak se s otcem starala o dva mladší sourozence. S budoucím manželem Gustávem Husákem se seznámila v roce 1935 na jedné přednášce levicové inteligence. Dne 1. září 1938 se za Husáka provdala. Měla s ním dva syny, Vladimíra, který se narodil 23. října 1944 v Moskvě, a mladšího Jána (1946–2004). Jejich manželství bylo rozvedeno krátce po návratu Gustáva Husáka z vězení v roce 1960.
Magda Husáková-Lokvencová byla absolventkou právnické fakulty Univerzity Komenského v Bratislavě, stejně jako její manžel. Doktorát práv obhájila roku 1940. Během existence první Slovenské republiky studovala při zaměstnání dramatický obor Státní konzervatoře v Bratislavě. Divadlo pro ni představovalo největší lásku života. Vzdělaná levicová intelektuálka se v tomto oboru záhy stala nespornou autoritou.
Jejím druhým životním partnerem se stal herec Ctibor Filčík (1920–1986). Zemřela 17. ledna 1966 ve věku 49 let, pohřbena je na bratislavském hřbitově Slávičie údolie.

## Činnost
V letech 1947 až 1952 byla herečkou a režisérkou Nové scény v Bratislavě. Když byl její muž Gustáv Husák uvězněn, čekala i na ni zprvu internace. Přes naléhání jeho odpůrců se s ním tehdy nerozvedla. Sama musela odejít z divadla a na čas se věnovat muzejnictví. V letech 1952 až 1955 pracovala ve Slovenském národním muzeu, což později zúročila při tvorbě koncepce divadelního muzea v Prešově, jejíž realizaci však započalo Národní divadelní centrum Bratislava teprve v roce 1991. V letech 1955 a 1956 působila jako režisérka v Košicích. Poté se ještě v roce 1956 vrátila na Novou scénu do Bratislavy, kde pracovala až do své smrti. V průběhu let 1948 až 1952 také učila na bratislavské konzervatoři a od roku 1965 na Vysoké škole múzických umění v Bratislavě.
Jako herečka působila v několika filmech, např. Jánošík a Vlčie diery a naposledy roku 1962 v Polnočnej omši. Pozornost věnovala také amatérskému divadlu a ještě rok před smrtí se zúčastnila přehlídky amatérského divadla Jiráskův Hronov.
V roce 2003 se na půdě Divadelního ústavu v Bratislavě konalo kolokvium k životu a dílu této první slovenské profesionální režisérky. Přítomní slovenští herci a divadelní teoretici ji označili za přední zjev moderní slovenské divadelní režie.